# Створи бій
«Створи бій» (рос. «Сотвори бой») — білоруський радянський художній фільм 1969 року режисера Миколи Калініна.

## Сюжет
Фехтувальників Миколу Ястребова і Івана Поліського, чемпіона світу, — пов'язує багаторічна дружба і суперництво. Одного разу під час човнової прогулянки, напередодні заключного турніру, Микола пошкодив руку Івану. Кореспондент Володимир Хвостов, колишній фехтувальник, намагаючись переконати Івана, що вчинок Миколи не випадковий, відновлює заняття спортом, щоб на ділі викрити Поліського. Але марно — Іван не припускає думки про підлість друга.

## У ролях
- Геннадій Сайфулін
- Інтс Буранс
- Олександр Збруєв
- Володимир Золотухін
- Дмитро Капка
- Ігор Комаров
- Іева Мурнієце
- Тетяна Гаркуша

## Творча група
- Сценарій: Юрій Лакербай
- Режисер: Микола Калінін
- Оператор: Олег Авдєєв
- Композитор:  Станіслав Пожлаков